# Fukomys whytei
Fukomys whytei és una espècie de mamífer rosegador de la família de les rates talp. És endèmica de Malawi. Es tracta d'un animal social de vida subterrània. El seu hàbitat natural són els boscos de miombo, on viu a altituds d'entre 500 i 1.760 msnm. Aquest tàxon fou anomenat en honor del naturalista britànic Alexander Whyte.